# DSA-695
La DSA-695 es una carretera perteneciente a la Red Secundaria de la Diputación Provincial de Salamanca que une la carretera  N-501  con la localidad de Zorita de la Frontera.
Además, también pasa por las localidades de Villar de Gallimazo y El Campo de Peñaranda.

## Origen y Destino
La carretera  DSA-695  tiene su origen en Villar de Gallimazo en la intersección con la carretera  N-501  y termina en la intersección con la carretera  DSA-700  en Zorita de la Frontera formando parte de la Red de carreteras de Salamanca.